# Pigeon (Wisconsin)
Pigeon es un pueblo ubicado en el condado de Trempealeau en el estado estadounidense de Wisconsin. En el Censo de 2010 tenía una población de 891 habitantes y una densidad poblacional de 8,92 personas por km².

## Geografía
Pigeon se encuentra ubicado en las coordenadas 44°23′50″N 91°13′21″O / 44.39722, -91.22250. Según la Oficina del Censo de los Estados Unidos, Pigeon tiene una superficie total de 99.93 km², de la cual 99.93 km² corresponden a tierra firme y (0%) 0 km² es agua.

## Demografía
Según el censo de 2010, había 891 personas residiendo en Pigeon. La densidad de población era de 8,92 hab./km². De los 891 habitantes, Pigeon estaba compuesto por el 95.85% blancos, el 0% eran afroamericanos, el 0.11% eran amerindios, el 1.01% eran asiáticos, el 0% eran isleños del Pacífico, el 1.68% eran de otras razas y el 1.35% pertenecían a dos o más razas. Del total de la población el 2.36% eran hispanos o latinos de cualquier raza.